# 尼丁隆吉
尼丁 隆吉（あまちょう りゅうきち、1993年10月20日 - ）は、日本のシンガーソングライター。大阪府出身。

## 来歴・人物
- 高校1年生からシンガーソングライターとして活動。卒業までの3年間で約250回のライブ公演を行い、オリジナル曲は80曲を超える。
- 初舞台である『合唱ブラボー！』で、転校生役本間秀行（通称ひでやん）として自身の持ち歌である「white」を熱唱。ワンフレーズであったが観客の心を打った。その稽古場では、休憩中に様々な歌を披露し、共演者から絶賛された。
- 2012年12月30日、俳優活動を辞め、歌手活動に専念することを発表。
- 2013年11月より、TwitCastingでライブ配信をしている。
- 2013年12月1日より配信販売が開始された1stシングル「white」がAmazonヒット商品ランキングで１位になり、同じく12月17日に配信販売開始の1stアルバム「Ryusic」もAmazonヒット商品ランキングで１位になった。
- 2013年12月28日、公式サイトがオープンした。
- 2014年2月中旬に、フランスのパリとグルノーブルでライブを開催する。渡仏の様子は製作中の映像作品になった。
- 2014年春（3/20〜4/30）、加藤諭史と全国路上ライブの旅を行った[2]。
- 2015年2月に公式サイトのオリジナル曲リストが100曲となった[3]。
- 2016年1月よりクラウドファンディング・READYFORに挑戦し、19日間で目標支援総額の100万円に達した[4]。
- 2016年8月12日、上記クラウドファンディングによる初の15曲入りフルアルバム「君と僕の唄」リリース。
- 2017年8月31日、3曲入り1コインCD「街角に響くメロディ」リリース。
- 2017年11月26日、調布グリーンホールにて250人1stホールワンマンライブ「街角に響くメロディ」成功[5]。
- 2018年9月7日、調布市文化会館たづくり・くすのきホールにて500人2ndホールワンマンライブ「此処から始まるColor」成功。

武道館ライブを目標に、ホール、ライブハウス以外にも路上、ネット配信などで「心に響く音楽」を歌う正統派シンガーソングライター 。
- 趣味・特技：ギター弾き語り、作詞、作曲
- 好きなアーティスト：玉置浩二、尾崎豊、コブクロ
- 使用ギター：Cole Clark FL3AC、MartinD45、rainsong
- 交流のある芸能人：黒田俊介、コロコロチキチキペッパーズ、橋本真一
- 身長170cm。体重60kg。血液型O型[1]。靴のサイズは25.5cm。B : 80cm　W：75cm　H：95cm。
- 隆吉ファンのことを「ファン吉」という。

## ディスコグラフィー

### シングル
| 枚  | リリース日   | タイトル |
| --- | ------------ | -------- |
| 1st | 2012年6月7日 | white    |

収録曲
1. white（作詞・作曲：隆吉）
2. その時は・・・（作詞・作曲：隆吉）
3. 街路樹（作詞・作曲：隆吉と匠）

| 枚  | リリース日   | タイトル   |
| --- | ------------ | ---------- |
| 2nd | 2018年9月7日 | ありがとう |

収録曲
1. ありがとう（作詞・作曲：尼丁隆吉）
2. 乾かない心（作詞・作曲：尼丁隆吉）
3. CANVAS（作詞・作曲：尼丁隆吉）
4. ありがとう（instrumental）

### アルバム
| 枚  | リリース日     | タイトル |
| --- | -------------- | -------- |
| 1st | 2013年12月30日 | Ryusic   |

収録曲
1. 知らないうちに
2. 渡せないラブレター
3. マリオネット
4. color
5. wedding road
6. 君に聞いて欲しい歌

| 枚  | リリース日   | タイトル |
| --- | ------------ | -------- |
| 2nd | 2014年8月9日 | 涙の砂浜 |

収録曲
1. 線香花火
2. 傘日和
3. アクアリウム
4. 羅針盤
5. July
6. 涙の砂浜

| 枚  | リリース日 | タイトル |
| --- | ---------- | -------- |
| 3rd | 2015年3月  | でも。   |

収録曲
1. 名も無い歌
2. 走っていけよ
3. いつか君と約束したこの場所
4. 消えない花火
5. Identity
6. 帰り道

| 枚  | リリース日    | タイトル   |
| --- | ------------- | ---------- |
| 4th | 2016年8月12日 | 君と僕の唄 |

収録曲（全曲の作詞・作曲・編曲尼丁隆吉）
1. 君と僕の唄
2. HERO
3. 変わらずに
4. 海岸通り
5. 傷
6. 忘れないよ
7. SKY
8. 仮面
9. 落ち葉
10. さよなら
11. 茜
12. identity
13. 約束
14. 君想う夜に
15. 今日も歌うんだ

### ミニアルバム
| 枚目 | リリース日   | タイトル |
| ---- | ------------ | -------- |
| 1st  | 2014年4月9日 | AQUA     |

収録曲
1. ナノバブル水素水の唄（作詞・作曲: 尼丁隆吉）
2. アクアリウム（作詞・作曲: 尼丁隆吉）
3. はらり（作詞・作曲: 加藤諭史）
4. 足跡（作詞・作曲: 尼丁隆吉、加藤諭史）

| 枚目 | リリース日   | タイトル        |
| ---- | ------------ | --------------- |
| 2nd  | 2014年7月1日 | Ryusic Acoustic |

収録曲
1. 人間じゃないか
2. やさしいうた
3. 羅針盤 （弾き語り ver.）
4. ナノバブル水素水の唄

## 参加作品
- 舞台『合唱ブラボー！』（2012年4月4日 - 15日）本間秀行（ひでやん）役
- がしょブラ★キャスト生トーク！第一弾　稽古場映像(CBGK!Ustream、2012年3月22日)
- がしょブラ★キャスト生トーク！第二弾　ゲスト出演(CBGK!Ustream、2012年3月29日)
- がしょブラ★終演直後生トーク！第三弾　ゲスト出演(CBGK!Ustream、2012年4月10日)
- 合唱ブラボー！〜夏合宿2012〜（CBGKシブゲキ!!、2012年8月21日、22日）